# Polowetzer Tänze
Die Polowetzer Tänze sind vier Tänze aus der Oper Fürst Igor von Alexander Borodin. In der Oper selbst werden sie mit Chören ausgeführt; jedoch gibt es auch eine Bearbeitung nur für Orchester. In dieser Fassung erklingen die Tänze sowohl im Konzertsaal als auch im Theater, wenn das gleichnamige Ballett auf dem Spielplan steht. Die Musik ist durch Orientalismen geprägt: Bei den Polowetzern handelt es sich um das Turkvolk der Kyptschaken. Die Aufführungsdauer beträgt etwa zwölf Minuten.

## Sätze
1. Introduzione andantino
2. Allegro vivo
3. Allegro
4. Presto – Moderato alla breve – Presto – Allegro con spirito – Piu animato

## Ballett

### Entstehung
Gegen Ende des ersten Jahrzehnts im 20. Jahrhundert erhielt Sergei Pawlowitsch Djagilew die Einladung, mit dem von ihm gegründeten Ballets Russes ein Gastspiel in Paris zu geben. Im Reisegepäck der Truppe befand sich auch eine Art „russische Visitenkarte“, das von Michel Fokine choreografierte Ballett „Polowetzer Tänze“. Von seinem Inhalt her ist es ein ganz eigenständiges Ballett in einem Akt, losgelöst von der gleichnamigen Ballettszene im zweiten Akt von Borodins Oper Fürst Igor. Die Uraufführung fand am 19. Mai 1909 am Théâtre du Châtelet in Paris statt.

### Personen
- Ein Polowetzer Mädchen
- Eine Frau
- Der Khan der Polowetzer
- Mädchen, Krieger, Jugend (Corps de ballet)

### Handlung
Bild: Zeltlager des Khans der Polowetzer
Langsam dämmert der Morgen. Das Lagerfeuer bekommt keine neue Nahrung und beginnt zu erlöschen. Mädchen umtanzen das verglühende Feuer. Neue Mädchen gesellen sich dazu und bilden einen zweiten Kreis. Nach einer Weile betreten die Soldaten des Khans die Szene und beginnen ebenfalls zu tanzen. Kurz darauf erscheint auch der Khan selbst, in der Hand das Schwert, das er mit vor Stolz geschwellter Brust schwingt. Damit symbolisiert er den Sieg, den er mit seinen Kriegern im Kampf gegen die russischen Eindringlinge errungen hat. Die Tänze werden immer schneller. Am Ende vereinigt sich die Gruppe der Mädchen mit der Gruppe der Krieger zu einem gemeinsamen Freudentanz.

## Nachwirkung
1953 bearbeiteten Robert Wright und Chet Forrest neben anderen Werken Borodins die Polowetzer Tänze für ihr Broadway-Musical Kismet unter dem Titel Tanz der Jungfrauen. Als populärer Song noch einmal neu arrangiert, wurde es zuerst 1940 von Artie Shaw als My Fantasy eingespielt. Es wurde später unter dem Titel Stranger in Paradise ein Welthit und u. a. erfolgreich interpretiert von Bing Crosby, Tony Bennett, Johnny Mathis oder den Four Aces, Ende der 1990er Jahre auch von einem Euro-Dance Projekt namens „Anastasia“. Noten aus der Musicalpartitur der neu arrangierten Polowetzer Tänze zieren das Grabmal Borodins in Sankt Petersburg.

## Trivia
Das Hauptthema erklang als Einleitung des Showteils zur Eröffnungsfeier der Olympischen Winterspiele 2014 in Sotschi.